# Pappelblattroller
| Vergleich der beiden Byctiscus-Arten             |                                                           |
| Pappelblattroller                                | Rebenstecher                                              |
|                                                  |                                                           |
| Abb. 1: Stirn B. populi                          | Abb. 2: Stirn B. betulae                                  |
|                                                  |                                                           |
| Abb. 3: Unterseite stets blauschwarz (B. populi) | Abb. 4: Oberseite gleichfarbig zu Unterseite (B. betulae) |

| Bilder des Pappelblattrollrers                   |                                               |
|                                                  |                                               |
| Abb. 5: Männchen, Ober- seite mit Halsschilddorn | Abb. 6: Unterseite, gleiches Individuum       |
|                                                  |                                               |
| Abb. 7: Video                                    | Abb. 8: Pärchen                               |
|                                                  | Pappelblätter                                 |
| Abb. 9: Fraßspur (B. populi)                     |                                               |
|                                                  |                                               |
| Abb. 10: Eier (Wickel aufgerollt)                | Abb. 11: Blattwickel aus Einzelblatt (Pappel) |

Der Pappelblattroller (Byctiscus populi, Syn.: Bytiscus populi) ist ein Käfer aus der Familie der Blattroller, Unterfamilie Triebstecher oder Rhynchitinae, die in die Verwandtschaft der Rüsselkäfer gehört. Die Gattung Byctiscus ist in Europa mit zwei einander sehr ähnlichen Arten vertreten, dem Pappelblattroller und dem Rebenstecher. Die Weibchen des lebhaft grüngold, rotviolett oder blaugold glänzenden Tieres rollen bei verschiedenen Pappelarten Blätter zu Wickeln, von denen sich die Larven ernähren.
In Sachsen-Anhalt wird die Art als gefährdet (Kategorie 3) eingestuft.

## Bemerkungen zum Namen
Die Art wurde 1758 von  Linné als 33. Art der Gattung Curculio unter dem Namen Curculio Populi erstmals beschrieben. Der Beschreibung fügt Linnè an: Habitat in Populo, Corylo (lat. Lebt auf Pappel, Hasel). Dadurch erklärt sich der Artname populi (lat. auf Pappel), Der deutschen Name Pappelblattroller bezieht sich darauf, dass der Käfer die Blätter der Pappel zu einem Wickel zusammenrollt.
Später wurde die Art der Gattung Attelabus synonym Rhinomacer zugeordnet. Bei weiterer Aufspaltung dieser Gattung wurde die Art wegen des längeren Rüssels Rhynchites zugeordnet. Von Rhynchites wurde schließlich die Gattung Byctiscus abgetrennt und die Art erhielt den heutigen Namen Byctiscus populi. Der Gattungsname Byctiscus ist von altgriechisch  βύκτην býkten „dicht gedrängt“ und der Endung ίσκος ískos gebildet. Er spielt darauf an, dass die Flügeldecken dicht verworren punktiert sind.
In Europa ist die Gattung Byctiscus nur mit zwei Arten vertreten, weltweit mit acht Arten.

## Merkmale des Käfers
Der vier bis 5,5 Millimeter lange Käfer ist durchschnittlich etwas kleiner als der nahe verwandte Rebenstecher. Der Körper ist gedrungen. Die Oberseite glänzt bei beiden Arten goldgrün, violett oder metallisch blau, die Unterseite ist beim Pappelblattroller jedoch immer schwarzblau (Abb. 3/4 und 5/6). Beim Pappelblattroller ist der gesamte Körper, auch am Flügeldeckenabsturz, unbehaart.
Der Kopf ist nach vorn zu einem Rüssel mittlerer Dicke ausgezogen, der sich nach vorn senkt und an der Spitze verbreitert ist. Die Mundwerkzeuge sitzen an der Spitze diese Rüssels. Die Kiefertaster sind starr, die Oberlippe fehlt. Die Augen sind wenig gewölbt. Die elfgliedrigen Fühler sind vor der Rüsselmitte eingelenkt. Die kurze Fühlergrube liegt auf der Rüsseloberseite. Die Fühler sind nicht gekniet und enden in einer lockeren dreigliedrigen Keule. Die Schläfen verengen sich nach hinten nicht. Zwischen den Augen ist die Stirn beim Pappelblattroller nicht nur seicht eingedrückt, sondern zu einer Rinne vertieft. Die Punktur des Kopfes ist zwischen den Augen nicht wie beim Rebenstecher zu Längsrunzeln zerflossen (Abb. 1 und 2).
Der Halsschild ist vorn etwa so breit wie der Kopf. Er verbreitert sich dann und erreicht die größte Breite kurz vor der eingeschnürten Basis. Bei den Männchen sitzt beiderseits seitlich ein spitzer, nach vorn gerichteter Dorn (Abb. 5), der dem Weibchen fehlt (Taxobild).
Die Flügeldecken sind breiter als der Halsschild und haben ausgeprägte Schultern. Ihre Seiten verlaufen weitgehend parallel. Seitlich und nach hinten fallen sie steil ab. Sie tragen dichte, höchstens teilweise verworrene Punktreihen.
Alle Beine enden in viergliedrigen Tarsen. Die Klauen sind nicht verwachsen und innen gezähnt. Die Behaarung der Tarsensohlen ermöglicht einen sicheren Halt.

## Larve
Die Larven sind madenförmig und leicht gekrümmt. In diesem Zustand messen sie im ersten Stadium 1,3 bis 2,5 Millimeter, im zweiten 1,8 bis 3,5 Millimeter und im dritten und letzten Stadium 2,5 bis sieben Millimeter. Für die Bestimmung des Stadiums verwendet man die Breite der Kopfkapsel, bei der es zwischen den verschiedenen Stadien keine Überschneidungen gibt. Die Breite der Kopfkapsel liegt bei Individuen im ersten Stadium zwischen 0,34 und 0,48 Millimeter, im zweiten Stadium zwischen 0,52 und 0,66 Millimeter und im dritten Stadium zwischen 0,67 und 0,93 Millimeter.

## Ei
Die ovalen Eier sind durchschnittlich etwas über 0,8 Millimeter lang und 0,6 Millimeter dick. Sie sind blass gelb, glänzend und leicht klebrig (Abb. 10).

## Biologie
Die Art kommt in sehr verschiedenen Lebensräumen vor. Man findet sie auf verschiedenen Pappelarten, vor allem der Zitterpappel an Flussufern, Seen und Teichen, aber auch in Parkanlagen und Heidegebieten.
Die tagaktiven Käfer erscheinen in Mitteleuropa Mitte April und sind bis in den September anzutreffen. Männchen und Weibchen sind gleich häufig und erscheinen im Frühjahr gleichzeitig. Dabei handelt es sich anfangs um letztjährige Imagines, die im Vorjahr geschlüpft sind und über den Winter in der Puppenkammer verblieben oder schon im Herbst des Vorjahrs die Wirtspflanzen besuchten und anschließend in der Bodenstreu überwinterten. Diese vorjährigen Tiere sterben nach etwa zwei Monaten nach ihrem Erscheinen, die Männchen früher. Ab Mitte August erscheinen Jungtiere, die ihre Entwicklung im laufenden Jahr abgeschlossen haben.
Das Aktivitätsmaximum der adulten Käfer liegt am Nachmittag warmer, sonniger und windarmer Tage. Bei über 20 °C zeigen sich die Käfer flugfreudig. Sie fliegen relativ geradlinig und schnell, jedoch eher ungeschickt. Es wurden Flugdistanzen von über hundert Meter beobachtet. Bei Gefahr flüchten die Käfer auch häufig auf die Blattunterseite oder sie lassen sich fallen, um nach einiger Zeit vom Boden aus aufzufliegen.
Beim Fressen schaben die Tiere kleine Löcher in die Oberfläche der Blätter der Wirtspflanze, wobei die Epidermis der Blattunterseite erhalten bleibt (Abb. 9). Die Löcher werden in einer Reihe aneinander gereiht, sodass farblose Fraßstreifen entstehen. Die Streifen sind ein bis fünfzehn Millimeter lang und ziemlich konstant einen knappen Millimeter breit. Die Streifen verlaufen in der Regel parallel zur Hauptader oder weiteren Blattadern, sodass keine Adern verletzt werden. Außer den Blättern werden auch nicht verholzte Triebe benagt. Wirtspflanzen sind hauptsächlich die Zitterpappel, aber auch andere Pappelarten und wenige andere Laubbäume werden zur Nahrungsaufnahme genutzt. Bei Fütterungsversuchen bestand eine deutliche Präferenz für Zitterpappeln, zur Eiablage wurden ausschließlich Pappeln benutzt. Es wird Pappelgebüsch bis zu einer Höhe von maximal zwei Metern bevorzugt aufgesucht.
Nach einem Reifungsfraß von einigen Tagen erreichen die Tiere die sexuelle Reife. Im Frühjahr kopulieren die Tiere in Gefangenschaft tagsüber drei bis sechs Mal, nachts ein bis drei Mal. Die Kopulation dauert zwischen drei und fünfzehn Minuten.
Als Form der Brutfürsorge beginnen die Weibchen nach der Befruchtung, einzelne Blätter oder mehrere Blätter zu einem Wickel zu rollen, der den Larven als Nahrung dient (Abb. 11 und Video Abb. 7). Die Blätter werden parallel zur Hauptader der Blattes gerollt (Längsroller). Sie werden nicht, wie beispielsweise beim Haselblattroller, eingeschnitten. Der Käfer bohrt zuerst in den Blattstiel oder in noch nicht verholzte Triebe, wodurch das Welken der Blätter eingeleitet und das Rollen erleichtert wird. Die folgenden Details ergaben sich bei mehrjährigen Untersuchungen in Tschechien.
Ab der zweiten Junihälfte bis Ende Juli ist das Wachstum der Blätter bereits weit fortgeschritten. Dann werden für die Wickel nur noch junge Einzelblätter verwendet. Die Blattstiele werden nahe der Blattbasis von oben her angestochen oder durchbohrt, was das Welken des Blattes bewirkt. Dieser Vorgang dauert etwa zehn Minuten, wobei der Kopf des Käfers von der Blattspreite weg weist, während er die Öffnung im Blattstiel zu einem Loch erweitert, das etwa 0,54 auf 0,37 Millimeter groß und 0,55 Millimeter tief ist. Gewöhnlich verlässt das Weibchen danach das Blatt und kehrt nach zwanzig bis vierzig Minuten zurück. Sie beginnt das Blatt vom Seitenrand her aufzurollen. Ist das Blatt noch nicht genügend welk, wird gewartet oder das Loch im Stängel vergrößert. Das Blatt wird sehr straff parallel zur Hauptachse des Blattes gerollt, wobei ein langer schlanker Wickel entsteht. (Beim Rebenstecher sind die Wickel deutlich lockerer gerollt.) Die Tarsen der einen Körperseite haften auf dem bereits gerollten Blattteil, die der anderen Körperseite auf dem noch nicht gerollten Teil, dann werden die Beine einander genähert und der Wickel vergrößert. Der Rüssel drückt durch ständiges Klopfen (etwa zwei Mal pro Sekunde) die oberste Lage des Wickels auf die darunter liegende. Auch der Hinterleib wird zum Anpressen der neuen Lage der Rolle eingesetzt. Für den eigentlichen Vorgang des Aufwickelns wird durchschnittlich etwa eine Stunde benötigt, manchmal jedoch gelingt eine Rolle auch in einer halben Stunde oder, falls der Wickel sich wieder entrollt, müht sich das Weibchen bis deutlich über zwei Stunden. Anschließend werden die Ränder noch an zwei bis fünf Stellen mit Ausscheidungen am Hinterleib am Wickel verklebt. Dies benötigt durchschnittlich weitere zehn Minuten. Bei etwa zwei Drittel der Wickel befindet sich die Blattoberseite außen. Die fertigen Wickel sind oben und unten geöffnet. Sie haben einen Durchmesser von etwa zweieinhalb Millimeter und die Länge des verwendeten Blattes.
Wickel werden jedoch bereits ab Ende Mai gerollt. Dann sind die jungen Triebe noch nicht verholzt. Zu dieser Zeit werden neben den Wickeln aus Einzelblättern auch Wickel aus mehreren Blättern gefertigt. In diesem Fall werden nicht die Blattstiele, sondern die Triebe im oberen Bereich angebohrt und damit das Welken der oberhalb der verletzten Stelle sitzenden Blätter eingeleitet. Meist beginnt das Weibchen das größte Blatt zu rollen, verwendet aber gleichzeitig bis zu drei weitere Blätter oder wickelt diese nachträglich um den Ausgangswickel, gelegentlich sogar senkrecht zu dessen Hauptader. Diese Wickel sind dann durchschnittlich umso dicker und meist auch lockerer, je mehr Blätter verwendet werden. Sie sind jedoch etwa gleich lang. Sie können erheblich von der Form eines gewöhnlichen Wickels abweichen und bis zu einem halben Zentimeter dick sein. Sie werden auch an deutlich mehr Stellen verklebt als die Wickel aus einem Blatt. Zu Beginn der Vegetationsperiode können die mehrblättrigen Wickel einen erheblichen Teil der Wickel ausmachen. In der erwähnten Untersuchung waren 27,5 % der Wickel aus zwei Blättern gerollt, etwa zehn Prozent bestanden aus drei Blättern und bei etwa zwei Prozent der Wickel waren vier Blätter verarbeitet.
Jedes Weibchen fertigt zwanzig bis dreißig Wickel und legt darin insgesamt etwa dreißig bis vierzig Eier ab. Die Eier werden nahe der Wickelachse zwischen zwei Lagen des Wickels positioniert. Im Untersuchungszeitraum wurden in über 76 % der Fälle nur ein Ei pro Wickel abgelegt, in knapp siebzehn Prozent der Wickel befanden sich zwei Eier und in zwei Prozent der Wickel wurden drei Eier gefunden. Im Fall mehrerer Eier befanden sich diese mindestens vier Millimeter voneinander entfernt. Im Labor wurden im Einzelfall bis zu acht Eier pro Wickel gefunden. Mehrere Eier befinden sich vorzugsweise in größeren Wickeln. Dabei ist zu beachten, dass oftmals mehrere Weibchen bei der Fertigung eines Wickels zusammenwirken, die Eier eines Wickels also nicht notwendigerweise vom gleichen Weibchen stammen. In etwa fünf Prozent der Wickel befanden sich keine Eier.
Pro Tag werden bis zu vier Wickel gefertigt und darin insgesamt bis zu sechs Eier abgelegt. Für die Fertigung eines Wickels vom Anstechen bis zum Verkleben benötigt ein Weibchen ungefähr zwei Stunden. In der Natur findet man kaum unvollendete Wickel. In etwa einem Drittel der Fälle werden nach Fertigung der Wickel der Blattstiel durchbissen, sodass der Wickel zu Boden fällt. Die restlichen Wickel fallen später von alleine ab.
Die Weibchen sterben zwei bis acht Tage nach Beendigung der Eiablage. Die Larven fressen nur einen Teil der inneren Lagen des Wickels. Im dritten Stadium verpuppen sich die Larven im Boden in einer Tiefe von mehreren Zentimetern. Die beobachtete Entwicklungszeit vom Ei über drei Larvenstadien bis zur Puppe betrug in Natur zwischen 26 und 38 Tagen, im Labor zwischen 17 und 23 Tagen. Dabei entfielen auf die Embryonalentwicklung sechs bis zehn Tage, das erste Larvalstadium dauerte etwa sechs Tage, das zweite sieben Tage, und das dritte acht bis zwölf Tage. Bei günstigem Wetter erscheinen die Jungkäfer im Oktober, bei ungünstigem Wetter überwintert ein Teil in der Puppenkammer.

## Schädlichkeit
Normalerweise fällt die Schädigung der Blätter durch Fraß und Herstellung der Wickel nicht ins Gewicht. Lediglich in reinen Pappelkulturen mit jungen Pflanzen kann im Frühjahr das Anstechen der Triebe bei Massenbefall zu merklichen Schäden führen. Im Laborversuch mit der Zitterpappel fraßen die Larven im dritten Stadium etwas über 2 cm² Blattfläche, im zweiten Stadium etwa einen halben Quadratzentimeter und im ersten Stadium minimal. Ein erwachsener Käfer schädigt in seinem gesamten Leben etwa 17 cm² Blattfläche.
In Großbritannien gehen die Vorkommen des Käfers zurück und es sind Schutzmaßnahmen zum Erhalt der Bestände geplant.

## Verbreitung
Das Verbreitungsgebiet erstreckt sich über ganz Europa und nach Osten über Sibirien bis nach China. In Mitteleuropa ist der Käfer relativ häufig.

## Gefährdung
Die Art gilt in Deutschland als ungefährdet.